# (445) Edna
(445) Edna es un asteroide que forma parte del cinturón exterior de asteroides y fue descubierto el 2 de octubre de 1899 por Edwin Foster Coddington desde el observatorio Lick del monte Hamilton, Estados Unidos.

## Designación y nombre
Edna se designó inicialmente como 1899 EX.
Posteriormente fue nombrado en honor de la esposa del banquero estadounidense, benefactor de la universidad de Ohio, Julius F. Stone (1855-1947).

## Características orbitales
Edna orbita a una distancia media del Sol de 3,204 ua, pudiendo alejarse hasta 3,821 ua. Su excentricidad es 0,1926 y la inclinación orbital 21,37°. Emplea 2094 días en completar una órbita alrededor del Sol.